# 브래드 카터

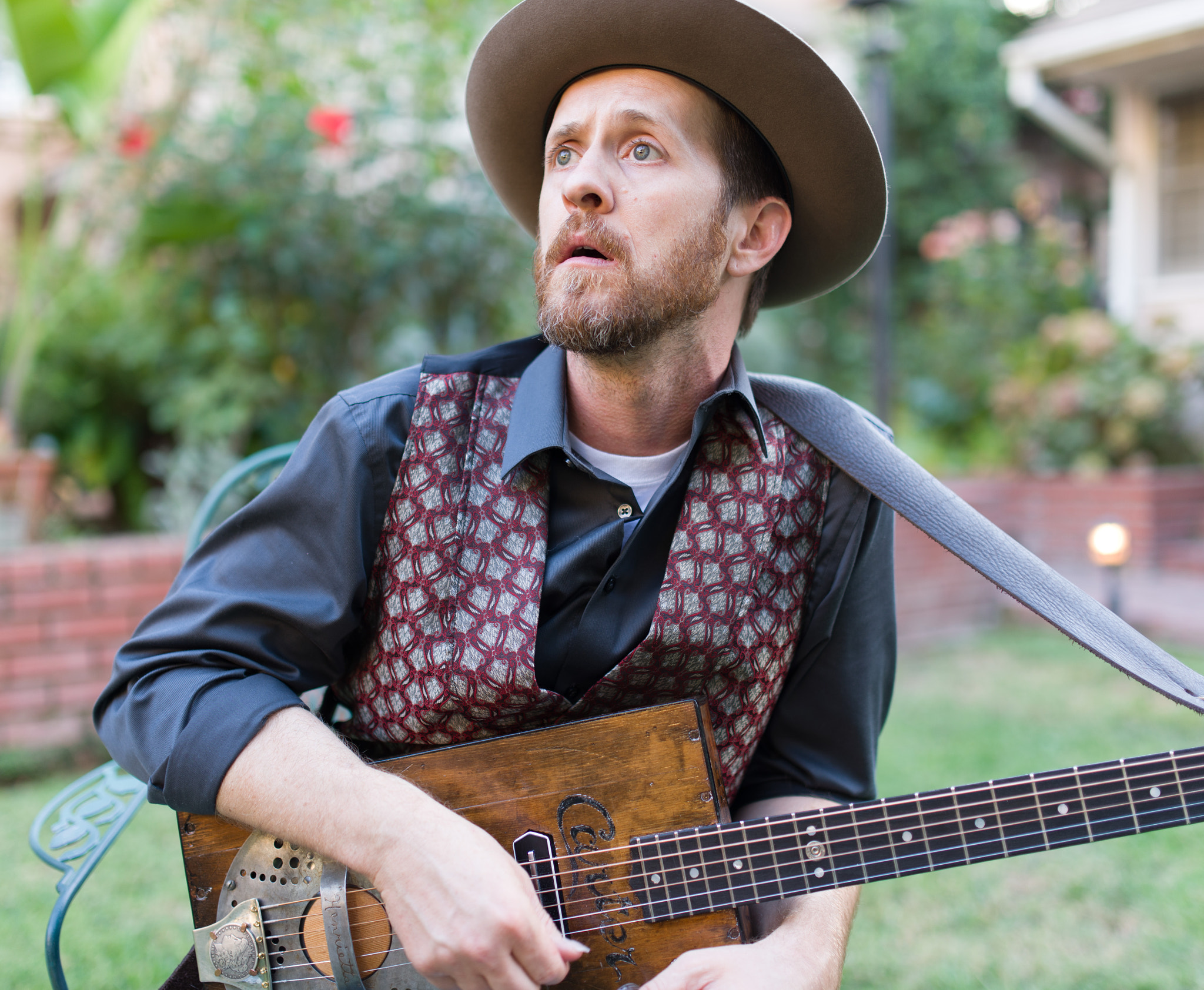

브래드 카터(Brad Carter, 1973년 12월 5일 ~ )는 미국의 화가, 사진가, 배우, 텔레비전 배우, 음악가이다.
포트워스에서 태어났다.

## 영화
- 제임슨 (2018년) - 제임슨 역
- 더 센트 오브 레인 앤 라이트닝 (2017년)
- 딕시랜드 (2015년)
- 블랙매스 (2015년)
- 레버넌트: 죽음에서 돌아온 자 (2015년) - 조니 역
- 거리의 보안관 (2014년) - 정비공 역
- 더 슬리피 맨 (2013년) - 레드 역
- 원 위크 (2012년) - 로이 역
- 스매쉬드 (2012년) - 펠릭스 역
- 어벤징 엔젤 (2007년)